# El Mabrouk (Hodh-Gharbi)
El Mabrouk è uno dei cinque comuni del dipartimento di Tamchekett, situato nella regione di Hodh-Gharbi in Mauritania. Nel censimento della popolazione del 2000 contava 2.623 abitanti.